# Julia Duffy
Julia Duffy (nacida como Julia Margaret Hinds; Minneapolis, 27 de junio de 1951) es una actriz estadounidense.

## Biografía
Es hija de Joseph y Mary Katherine Hinds. Su padre murió, cuando era una niña. El apellido de su madre, cuando nació, fue Duffy.
Empezó su carrera en 1972. Fue reconocida por interpretar a Stephanie Vanderkellen en la serie cómica Newhart (1983-90). Por este papel, la actriz recibió siete nominaciones al Premio Emmy y una nominación al Globo de Oro en 1988. El papel también le valió tres premios Viewers for Quality y cinco nominaciones a los premios American Comedy Awards. También es conocida por su papel de Maggie Campbell en Baby Talk (1991) y Allison Sugarbaker en Designing Women (1991-92).
Se casó con Jerry Lacy y tuvo un hijo y una hija.

## Filmografía

### Cine y televisión
| Año       | Título                                      | Rol                      | Notas                                     |
| --------- | ------------------------------------------- | ------------------------ | ----------------------------------------- |
| 1972      | Love of Life                                | Geri Braylee             |                                           |
| 1973–1978 | The Doctors                                 | Penny Davis              |                                           |
| 1977      | One Life to Live                            | Karen Wolek              | Episodio: "#1.7659"                       |
| 1979      | The Love Boat                               | Sandy                    | 2 episodios                               |
| 1980      | Battle Beyond the Stars                     | Mol                      |                                           |
| 1981      | Cutter's Way                                | Young Girl               |                                           |
| 1981      | Lou Grant                                   | Charlene                 | Episodio: "Rape"                          |
| 1982      | Night Warning                               | Julia                    |                                           |
| 1982      | Cheers                                      | Rebecca Prout            | 1 episodio                                |
| 1982      | Voyagers!                                   | Nellie Bly               | Episodio: "Jack's Back"                   |
| 1982      | The Blue and the Gray                       | Mary Hale                | 3 episodios                               |
| 1982      | Wacko                                       | Mary Graves              |                                           |
| 1983      | Simon & Simon                               | Jody Carmichael          | Episodio: "Room 3502"                     |
| 1983      | Wizards and Warriors                        | Princess Ariel           | 8 episodios                               |
| 1983–1990 | Newhart                                     | Stephanie Vanderkellen   | 163 episodios                             |
| 1984      | The Love Boat                               | Paula                    | Episodio: "The Last Heist"                |
| 1985      | Hotel                                       | Arlene Greenspan         | Episodio: "Hearts and Minds"              |
| 1989      | The Covergirl and the Cop                   | Jackie Flanders          | Telefilme                                 |
| 1990      | Menu for Murder                             | Susan                    | Telefilme                                 |
| 1991      | Baby Talk                                   | Maggie Campbell          | 12 episodios                              |
| 1991–1992 | Designing Women                             | Allison Sugarbaker       | 23 episodios                              |
| 1993–1995 | The Mommies                                 | Barb Ballantine          | 28 episodios                              |
| 1996      | Pinky and the Brain                         | Delilah                  | Episodio: "A Little Off the Top"          |
| 1997      | Social Studies                              | Frances Harman           | 6 episodios                               |
| 1997      | Pepper Ann                                  | Aunt Fanny               |                                           |
| 1998      | Grace Under Fire                            | Bev                      | 2 episodios                               |
| 1999      | Sabrina, the Teenage Witch                  | Lucy Kraft               | Episodio: "Mrs. Kraft"                    |
| 1999      | Diagnosis: Murder                           | Lorraine Kay             | Episodio: "The Roast"                     |
| 2001–2002 | Reba                                        | Mrs. Hodge               | 4 episodios                               |
| 2002      | The Drew Carey Show                         | Lindsay Mercer           | Episodio: "Rich Woman, Poor Man"          |
| 2003      | Charlotte's Web 2: Wilbur's Great Adventure | Charlotte                | Voz                                       |
| 2003      | Dumb and Dumberer: When Harry Met Lloyd     | Jessica's Mom            |                                           |
| 2003      | Intolerable Cruelty                         | Sarah Sorkin             |                                           |
| 2004–2006 | Drake & Josh                                | Mrs. Hayfer              |                                           |
| 2005      | CSI: NY                                     | Millie Hanford           | Episodio: "Recycling"                     |
| 2005      | The Suite Life of Zack & Cody               | Martha Harrington        | Episodio: "Maddie Checks In"              |
| 2006      | 7th Heaven                                  | Mrs. Porter              | Episodio: "Got MLK?"                      |
| 2008      | Wizards of Waverly Place                    | Mrs. Angela              | Episodio: "Credit Check"                  |
| 2008      | Together Again for the First Time           | Audrey Wolders Frobisher | Telefilme                                 |
| 2008      | 7 Things to Do Before I'm 30                | Vanessa Madisen          | Telefilme                                 |
| 2010      | Melissa & Joey                              | Myrna Sherwood           | Episodio: "A Fright in the Attic"         |
| 2010      | La Grêve de Noël                            | Robert Iscove            | Telefilme                                 |
| 2011–2013 | Shameless                                   | Candace Lishman          | 4 episodios                               |
| 2012      | The League                                  | Martha MacArthur         | Episodio: "The Breastalyzer"              |
| 2014–2015 | Looking                                     | Dana Murray              | 2 episodios                               |
| 2014      | Anger Management                            | Phyllis                  | Episodio: "Charlie Gets Date Rated"       |
| 2014      | Camp X-Ray                                  | Betty Cole               |                                           |
| 2014      | Suburgatory                                 | Emmaline                 | Episodio: "The Ballad of Piggy Duckworth" |
| 2015      | Scream Queens                               | Bunny Radwell            | Episodio: "Thanksgiving"                  |
| 2015      | All She Wishes                              | Grace                    |                                           |
| 2016      | Hitting the Breaks                          | Abigail Dochard          | Episodio: "Safe House"                    |
| 2017      | Adoptable                                   | Sarah Steinberg          | 2 episodios                               |
| 2017      | American Housewife                          | Amanda Otto              | Episodio: "Family Secrets"                |